# جوزف نجيم
جوزف إسكندر نُجَيم (1926 - 25 ديسمبر 1983) شاعر لبناني. ولد في قانا في قضاء صور. نال الإجازة الجامعية في الأدب والفلسفة من جامعة القديس يوسف. عمل مديرًا للقسم العربي في إذاعة باريس، ومدير إذاعة المغتربين في وزارة الأنباء مدّة ست سنوات. قدّم حلقات أدبية عديدة في الإذاعة اللبنانية كما عمل في الصحافة الأدبية والاجتماعية. نال جائزة الشعر الأولى سنة 1953 عن مسرحيته أبشالوم كما نال وسام الأرز برتبة فارس. له أربعة دواوين شعرية وقد نشرت أعماله الشعرية الكاملة سنة 2014 باهتمام جوزف صايغ. 

## سيرته
ولد جوزف إسكندر نُجَيم سنة 1926 في بلدة قانا من قضاء صور ونشأ بها. أصل أسرته من بلدة معاصر الشوف. تعلم في مدرسة دير المخلص، ثم تابع تحصيله في معهد الآداب الشرقية للآباء اليسوعيين في بيروت حيث انتقل والده الذي كان ضابطًا في الجيش الفرنسيّ إلى بيروت وسكن في حيّ الأشرفية فأدخل ابنه مدرسةَ الآباء اللعازاريين ثمّ مدرسة المخلّص للروم الكاثوليك، حتى نال الشهادة الإعداديّة. ثم نال الإجازة الجامعية في الأدب والفلسفة من جامعة القديس يوسف.

اشتغل بالتدريس مبكرًا وهو في الخامسة عشرة من عمره، وتنقل في عدة مدارس يعلم العربية والأدب العربي. دخل الإعلام وعمل مديرًا للقسم العربي في إذاعة باريس، ومدير إذاعة المغتربين في وزارة الأنباء مدّة ست سنوات. وقدّم حلقات أدبية عديدة في الإذاعة اللبنانية، وهي «من رماد المجامر» و«هدايا من كلام» و«دق الباب واسمع الجواب»، كما عمل في الصحافة الأدبية والاجتماعية. 

توفي جوزف نجيم صباح يوم 25 ديسمبر 1983 في بيروت. 

## شعره
جاء في معجم البابطين عنه «شاعر غزلي استغرقته ملاذ الحياة ومتع الحس حتى نسي الحدود والقيود، لشعره رونق، ولجرأته وثبات فنية خلاقة ورؤى نافذة تجعله قريباً من فلسفة الإباحية وأخلاق الوثنية، باختصار هو شاعر متمرد شارد الروح، وإن يكن ملتزماً بالوزن والقافية، أما قواعد اللغة فقد شاركته تمرده وشروده أحياناً.» وقال جوزف صايغ في مقدمه على أعماله الشعرية الكاملة «كان شاعرَ الجسد. قاله ملءَ مجد السرير، ومجَّده ملءَ شِعره، وانتحر فيه، وفيه بُعِث. فما أَماته أَحياه. ما هو هذا الجسد الذي صنع منه جوزف نجَيم تُحَفَه؟ منه، ومن اللغة طبعًا. لغةٌ أَصيلة أَثيلة، تمكَّن منها، فاستغواها، فاستجدَّتْ وجادتْ على قلمه حتَّى لَتخالها غير ما اللغة.» في رأي محمد الحجيري هو شاعر الذي يهتم بالشعر الموزون ويعادي قصيدة النثر، ويعتبر أنّ «الحداثة» فقط هي عكس «القدامة»، «وكأنّ المسألة هي كلمة قاموسيّة، وبرأيه «لا يجوز في الشعر أن تعني الحداثة خروجًا عن أصالة الأداء أي حرمة الوزن والقافية لأنّ الوزن والقافية هما ما به يسمّى المعنى شعرًا»، ويضيف بأنّ الحداثة التي يقول بها المحدثون عندنا، هي إنكار الكيان الشعري و«التلهّي بمتاهات وترّهات وقبول الفوضى»، ويربط الشعر بقواعده كما المهندس، ويعتبر أنّ مجلة «شعر» أساءت إلى الشعر العربي لأنها «شيّأت محيّاه».»

## جوائزه
- 1953: جائزة الشعر الأولى عن مسرحيته أبشالوم التي نشرت في مجلة الحكمة[3]
- وسام الأرز برتبة فارس.[3]

## مؤلفاته
من دواوينه الشعرية:
- جسد، 1963
- تخت، 1969
- القصيدة الملعونة، 1970
- بنات، 1974

وله أيضًا:
- أبشالوم، مسرحية شعرية

وقد صدر له بعد وفاته «شاعرات العربية» 2003 و«الديوان الأخير» و«من رماد المجامر (1) ـ العصر الجاهلي».

## وصلات خارجية
- في الأرشيف المجلات